# Amaranthus scleranthoides
Amaranthus scleranthoides là loài thực vật có hoa thuộc họ Dền. Loài này được (Andersson) Andersson mô tả khoa học đầu tiên năm 1857.